# Bíldudalur
Bíldudalur es un pueblo del municipio de Vesturbyggð perteneciente a la región de Vestfirðir en Islandia. En 2011 tenía 166 habitantes. Cuenta con un aeropuerto con una pista de asfalto de 940 metros.